# Monika Potokar
Monika Potokar est une joueuse slovène de volley-ball née le 18 décembre 1987 à Ljubljana. Elle mesure 1,77 m et joue au poste de réceptionneuse-attaquante.

## Clubs
| Club                  | De        | À         |
| --------------------- | --------- | --------- |
| OK Hit Nova Gorica    | 2007-2008 | 2008-2009 |
| Nova KBM Branik       | 2009-2010 | 2011-2012 |
| Chieri Volley         | oct 2012  | jan 2013  |
| Hainaut Volley        | jan 2013  | mai 2013  |
| CS Ştiinţa Bacău      | 2013-2014 | 2013-2014 |
| Nova KBM Branik       | 2014-2015 | 2014-2015 |
| Volley 2002 Forlì     | jan 2015  | mai 2015  |
| OK Kamnik             | 2015-2016 | 2015-2016 |
| Pannaxiakos Naxos     | 2016-2017 | 2016-2017 |
| AO Thiras             | 2017-2018 | 2017-2018 |
| GS Ilioupolis         | 2018-2019 | 2018-2019 |
| Volleyball Wrocław    | jan 2019  | mai 2019  |
| Panathinaikos Athènes | 2019-2020 | …         |

## Palmarès
- Championnat de Slovénie
  - Vainqueur : 2008, 2011, 2012, 2016.
- Coupe de Slovénie
  - Vainqueur : 2008, 2009, 2010, 2011, 2012.
  - Finaliste : 2016.
- Coupe de Roumanie
  - Vainqueur : 2014.
- Championnat de Roumanie
  - Vainqueur : 2014.
- Coupe de Grèce
  - Finaliste : 2017.